# Gare d'Ogose
La gare d'Ogose (越生駅, Ogose-eki) est une gare ferroviaire située à Ogose, dans la préfecture de Saitama au Japon. La gare est exploitée par les compagnies JR East et Tōbu.

## Situation ferroviaire
La gare est située au point kilométrique (PK) 39,6 de la ligne Hachikō. Elle marque la fin de la ligne Tōbu Ogose.

## Historique
La gare JR est inaugurée le 15 avril 1933. La partie Tōbu ouvre en 1934.

## Service des voyageurs

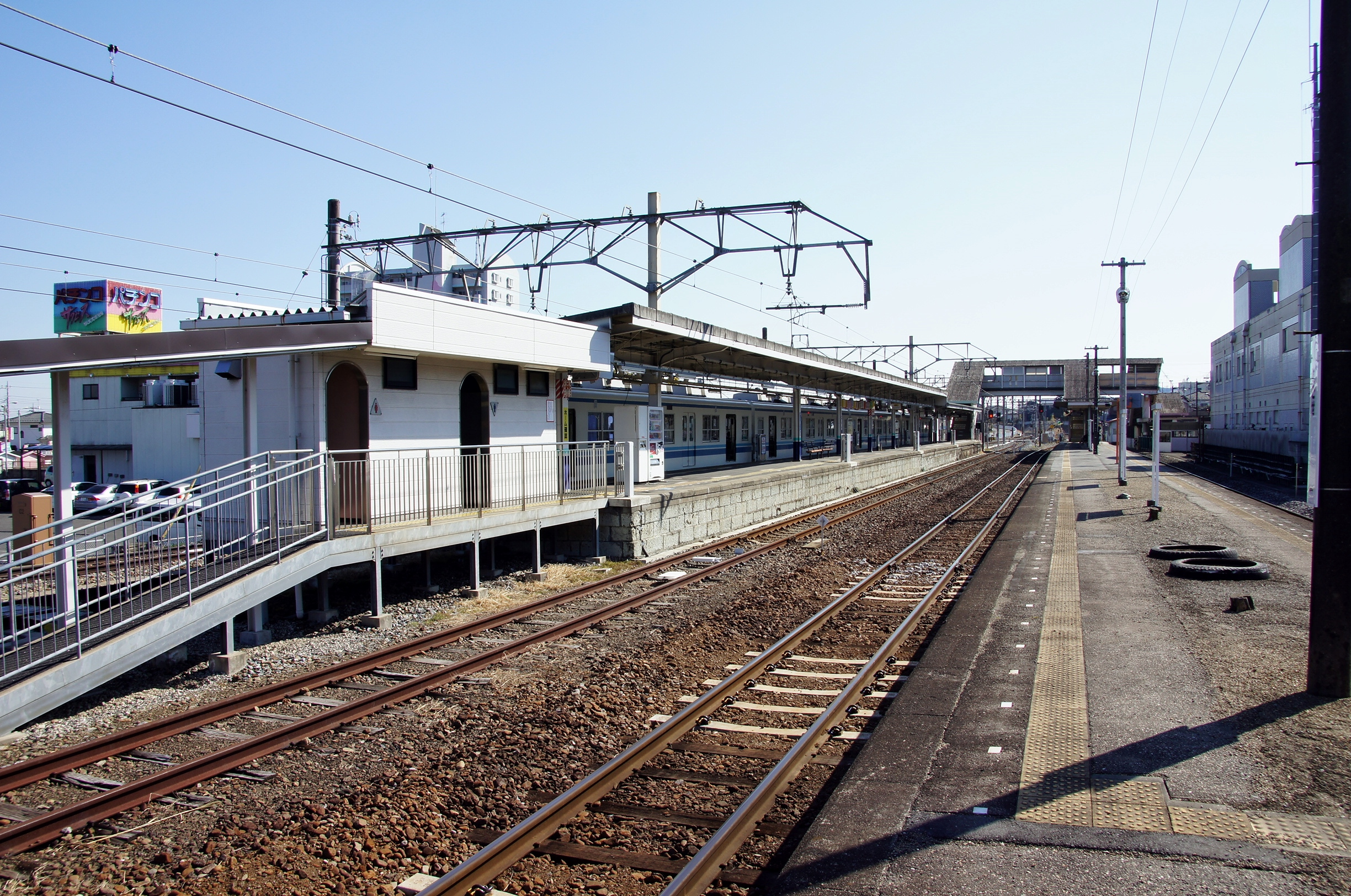
Vue des quais.

### Accueil
La gare dispose d'un bâtiment voyageurs, avec guichets, ouvert tous les jours.

### Desserte
- Ligne Hachikō :
  - voie 2 : direction Komagawa ou Takasaki
- Ligne Tōbu Tōjō :
  - voies 3 et 4 : direction Sakado